# Lijst van dissociatieconstanten van enige complexe ionen
In onderstaande lijst zijn de dissociatieconstanten van enige complexe ionen vermeld. De waarden zijn dissociatieconstanten, een lage waarde betekent dus een stabiel complex, en omgekeerd.
| Naam complex              | Reactie | Kd                                   | pKd   |
| ------------------------- | --- | ------------------------------------ | ----- |
| Dicyano-argentaat         | {\displaystyle {\ce {[Ag(CN)_{2}]^{-}}}}{\displaystyle {\ce {_{\longleftarrow }^{\longrightarrow }}}}{\displaystyle {\ce {Ag^{+}\ + \ 2 CN^{-}}}}       | {\displaystyle {\ce {4.10^{-6}}}}    | 5,4   |
| Dichloro-argentaat        | {\displaystyle {\ce {[Ag(Cl)_{2}]^{-}}}}{\displaystyle {\ce {_{\longleftarrow }^{\longrightarrow }}}}{\displaystyle {\ce {Ag^{+}\ + \ 2 Cl^{-}}}}       | {\displaystyle {\ce {2.10^{4}}}}     | -4,3  |
| Diamino-argentaat         | {\displaystyle {\ce {[Ag(NH3)_{2}]^{+}}}}{\displaystyle {\ce {_{\longleftarrow }^{\longrightarrow }}}}{\displaystyle {\ce {Ag^{+}\ + \ 2 NH3}}}         | {\displaystyle {\ce {5,9.10^{-8}}}}  | 7,23  |
|                           | {\displaystyle {\ce {[Ag(S2O3)_{2}]^{3-}}}}{\displaystyle {\ce {_{\longleftarrow }^{\longrightarrow }}}}{\displaystyle {\ce {Ag^{+}\ + \ 2 S2O3^{2-}}}} | {\displaystyle {\ce {1.10^{-13}}}}   | 13,0  |
| Tetrahydroxy-aluminaat    | {\displaystyle {\ce {[Al(OH)_{4}]^{-}}}}{\displaystyle {\ce {_{\longleftarrow }^{\longrightarrow }}}}{\displaystyle {\ce {Al^{3+}\ + \ 4 OH^{-}}}}      | {\displaystyle {\ce {2,5.10^{-2}}}}  | 1,60  |
| Hexafluoro-aluminaat      | {\displaystyle {\ce {[Al(F)_{6}]^{3-}}}}{\displaystyle {\ce {_{\longleftarrow }^{\longrightarrow }}}}{\displaystyle {\ce {Al^{3+}\ + \ 6 F^{-}}}}       | {\displaystyle {\ce {2.10^{-20}}}}   | 19,7  |
| Hexa-aminokobaltaat(II)   | {\displaystyle {\ce {[Co(NH3)_{6}]^{2+}}}}{\displaystyle {\ce {_{\longleftarrow }^{\longrightarrow }}}}{\displaystyle {\ce {Co^{2+}\ + \ 6 NH3}}}       | {\displaystyle {\ce {1,3.10^{-5}}}}  | 4,89  |
| Hexa-aminokobaltaat(III)  | {\displaystyle {\ce {[Co(NH3)_{6}]^{3+}}}}{\displaystyle {\ce {_{\longleftarrow }^{\longrightarrow }}}}{\displaystyle {\ce {Co^{3+}\ + \ 6 NH3}}}       | {\displaystyle {\ce {10^{-33}}}}     | 33    |
| Tetrachlorocupraat(II)    | {\displaystyle {\ce {[Cu(Cl)_{4}]^{2-}}}}{\displaystyle {\ce {_{\longleftarrow }^{\longrightarrow }}}}{\displaystyle {\ce {Cu^{2+}\ + \ 4 Cl^{-}}}}     | {\displaystyle {\ce {2,4.10^{-6}}}}  | 5,62  |
| Tetra-aminocupraat(II)    | {\displaystyle {\ce {[Cu(NH3)_{4}]^{2+}}}}{\displaystyle {\ce {_{\longleftarrow }^{\longrightarrow }}}}{\displaystyle {\ce {Cu^{2+}\ + \ 4 NH3}}}       | {\displaystyle {\ce {7,1.10^{-14}}}} | 13,15 |
| Hexacyanoferraat(II)      | {\displaystyle {\ce {[Fe(CN)_{6}]^{4-}}}}{\displaystyle {\ce {_{\longleftarrow }^{\longrightarrow }}}}{\displaystyle {\ce {Fe^{2+}\ + \ 6 CN^{-}}}}     | {\displaystyle {\ce {10^{-24}}}}     | 24    |
| Hexacyanoferraat(III)     | {\displaystyle {\ce {[Fe(CN)_{6}]^{3-}}}}{\displaystyle {\ce {_{\longleftarrow }^{\longrightarrow }}}}{\displaystyle {\ce {Fe^{3+}\ + \ 6 CN^{-}}}}     | {\displaystyle {\ce {10^{-31}}}}     | 31    |
| Thiocyanatoferaat(III)    | {\displaystyle {\ce {[Fe(SCN)_{1}]^{2+}}}}{\displaystyle {\ce {_{\longleftarrow }^{\longrightarrow }}}}{\displaystyle {\ce {Fe^{3+}\ +\ SCN^{-}}}}      | {\displaystyle {\ce {1,1.10^{-3}}}}  | 2,96  |
| Tetrajodohydrargenaat(II) | {\displaystyle {\ce {[Hg(I)_{4}]^{2-}}}}{\displaystyle {\ce {_{\longleftarrow }^{\longrightarrow }}}}{\displaystyle {\ce {Hg^{2+}\ + \ 4 I^{-}}}}       | {\displaystyle {\ce {1,0.10^{-6}}}}  | 6,00  |
| Tri-jodide                | {\displaystyle {\ce {[I2(I)_{1}]^{-}}}}{\displaystyle {\ce {_{\longleftarrow }^{\longrightarrow }}}}{\displaystyle {\ce {I2\ +\ I^{-}}}}                | {\displaystyle {\ce {1,4.10^{-3}}}}  | 2,85  |
| Tetrahydroxyplumbaat(II)  | {\displaystyle {\ce {[Pb(OH)_{4}]^{2-}}}}{\displaystyle {\ce {_{\longleftarrow }^{\longrightarrow }}}}{\displaystyle {\ce {Pb^{2+}\ + \ 4 OH^{-}}}}     | {\displaystyle {\ce {1.10^{1}}}}     | -1,0  |
| Tetra-aminozinkaat        | {\displaystyle {\ce {[Zn(NH3)_{2}]^{2+}}}}{\displaystyle {\ce {_{\longleftarrow }^{\longrightarrow }}}}{\displaystyle {\ce {Zn^{2+}\ + \ 2 NH3}}}       | {\displaystyle {\ce {2,6.10^{-10}}}} | 9,59  |
| Tetrahydroxizinkaat       | {\displaystyle {\ce {[Zn(OH)_{4}]^{6-}}}}{\displaystyle {\ce {_{\longleftarrow }^{\longrightarrow }}}}{\displaystyle {\ce {Zn^{2+}\ + \ 4 OH^{2-}}}}    | {\displaystyle {\ce {1.10^{-1}}}}    | 1,0   |
| EDTA-Ag                   | {\displaystyle {\ce {[Ag(Y)_{1}]^{3-}}}}{\displaystyle {\ce {_{\longleftarrow }^{\longrightarrow }}}}{\displaystyle {\ce {Ag^{+}\ +\ Y^{4-}}}}          | {\displaystyle {\ce {4,8.10^{-8}}}}  | 7,32  |
| EDTA-Al                   | {\displaystyle {\ce {[Al(Y)_{1}]^{-}}}}{\displaystyle {\ce {_{\longleftarrow }^{\longrightarrow }}}}{\displaystyle {\ce {Al^{3+}\ +\ Y^{4-}}}}          | {\displaystyle {\ce {7,4.10^{-17}}}} | 16,13 |
| EDTA-Ba                   | {\displaystyle {\ce {[Ba(Y)_{1}]^{2-}}}}{\displaystyle {\ce {_{\longleftarrow }^{\longrightarrow }}}}{\displaystyle {\ce {Ba^{2+}\ +\ Y^{4-}}}}         | {\displaystyle {\ce {1,7.10^{-8}}}}  | 7,77  |
| EDTA-Ca                   | {\displaystyle {\ce {[Ca(Y)_{1}]^{2-}}}}{\displaystyle {\ce {_{\longleftarrow }^{\longrightarrow }}}}{\displaystyle {\ce {Ca^{2+}\ +\ Y^{4-}}}}         | {\displaystyle {\ce {2,0.10^{-11}}}} | 10,70 |
| EDTA-Cu                   | {\displaystyle {\ce {[Cu(Y)_{1}]^{2-}}}}{\displaystyle {\ce {_{\longleftarrow }^{\longrightarrow }}}}{\displaystyle {\ce {Cu^{2+}\ +\ Y^{4-}}}}         | {\displaystyle {\ce {1,6.10^{-19}}}} | 18,80 |
| EDTA-Fe(II)               | {\displaystyle {\ce {[Fe(Y)_{1}]^{2-}}}}{\displaystyle {\ce {_{\longleftarrow }^{\longrightarrow }}}}{\displaystyle {\ce {Fe^{2+}\ +\ Y^{4-}}}}         | {\displaystyle {\ce {4,7.10^{-15}}}} | 14,33 |
| EDTA-Fe(III)              | {\displaystyle {\ce {[Fe(Y)_{1}]^{-}}}}{\displaystyle {\ce {_{\longleftarrow }^{\longrightarrow }}}}{\displaystyle {\ce {Fe^{3+}\ +\ Y^{4-}}}}          | {\displaystyle {\ce {7,9.10^{-29}}}} | 28,10 |
| EDTA-Mg                   | {\displaystyle {\ce {[Mg(Y)_{1}]^{2-}}}}{\displaystyle {\ce {_{\longleftarrow }^{\longrightarrow }}}}{\displaystyle {\ce {Mg^{2+}\ +\ Y^{4-}}}}         | {\displaystyle {\ce {2,0.10^{-9}}}}  | 8,70  |
| EDTA-Pb(II)               | {\displaystyle {\ce {[Pb(Y)_{1}]^{2-}}}}{\displaystyle {\ce {_{\longleftarrow }^{\longrightarrow }}}}{\displaystyle {\ce {Pb^{2+}\ +\ Y^{4-}}}}         | {\displaystyle {\ce {9,1.10^{-19}}}} | 18,04 |
| EDTA-Zn                   | {\displaystyle {\ce {[Zn(Y)_{1}]^{2-}}}}{\displaystyle {\ce {_{\longleftarrow }^{\longrightarrow }}}}{\displaystyle {\ce {Zn^{2+}\ +\ Y^{4-}}}}         | {\displaystyle {\ce {3,2.10^{-17}}}} | 16,49 |